# Westerholt (Basse-Saxe)
Westerholt est une commune allemande de l'arrondissement de Wittmund, Land de Basse-Saxe.

## Géographie
| Nenndorf  | Dornum     | Schweindorf |
|           | Westerholt |             |
| Eversmeer | Aurich     | Neuschoo    |

## Histoire
Westerholt est mentionné pour la première fois en 1420. L'église est bâtie entre 1250 et 1270.

## Source, notes et références
- (de) Cet article est partiellement ou en totalité issu de l’article de Wikipédia en allemand intitulé « Westerholt (Landkreis Wittmund) » (voir la liste des auteurs).